# Pohronský Inovec
Pohronský Inovec este o arie protejată (arie specială de conservare — SAC, sit de importanță comunitară — SCI) din Slovacia întinsă pe o suprafață de 449,05 ha, integral pe uscat.

## Localizare
Centrul sitului Pohronský Inovec este situat la coordonatele 48°22′40″N 18°29′27″E / 48.377794°N 18.490853°E.

## Înființare
Situl Pohronský Inovec a fost declarat sit de importanță comunitară în septembrie 2015 pentru a proteja 1 specie de animale. Situl a fost protejat și ca arie specială de conservare în octombrie 2017.

## Biodiversitate
Situată în ecoregiunile alpină și panonică, aria protejată conține 4 habitate naturale: Păduri panonice cu Quercus pubescens, Păduri panonice-balcanice de stejar turcesc - stejar sesil, Păduri panonice cu Quercus petraea și Carpinus betulus, Fânețe de joasă altitudine (Alopecurus pratensis, Sanguisorba officinalis).
La baza desemnării sitului se află o specie protejată de  amfibieni: izvoraș-cu-burta-galbenă (Bombina variegata).